# Hermanas de la Caridad de Nevers
La Congregación de Hermanas de la Caridad y de la Instrucción Cristiana (oficialmente en latín: Congregatio Sororum Caritatis et Institutionis Christianae) es una congregación religiosa católica femenina, de vida apostólica y de derecho pontificio, fundada en 1698 por el religioso francés Jean-Baptiste Delaveyne, en Saint-Saulge. A las religiosas de este instituto se les conoce también como hermanas de la caridad de Nevers o damas de Nevers.

## Historia

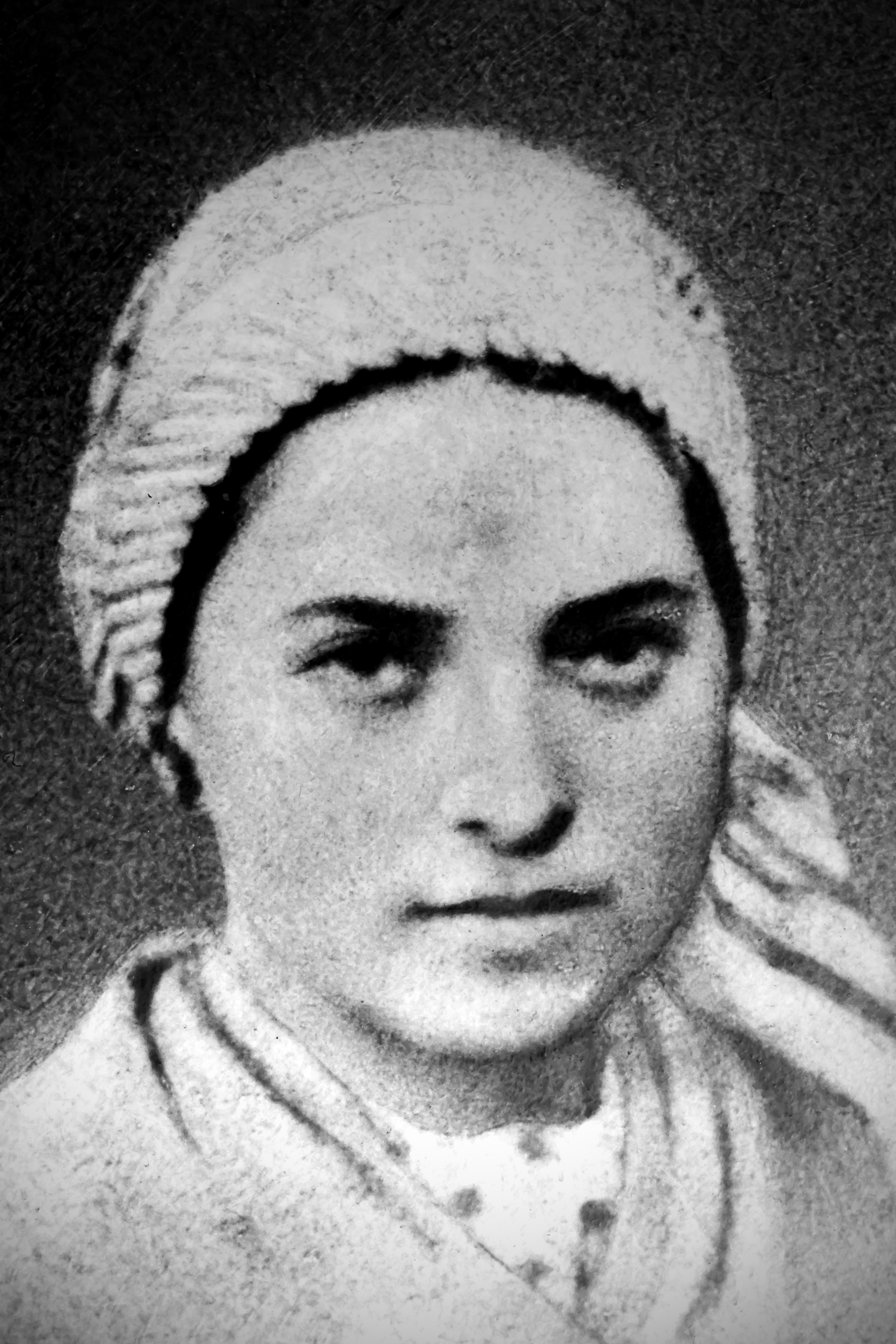
Bernadette Soubirous (1844-1879), religiosa del instituto, es venerada como santa en la Iglesia católica.

La congregación fue fundada en Saint-Saulge por el sacerdote Jean-Baptiste Delaveyne, de la Orden de San Benito, junto a un grupo de jóvenes parroquianas. Las primeras religiosas del instituto fueron Anne Legeay, Marie Marghangy y Marcelline Pauperdiede y el objetivo del mismo era la atención de los pobres y la educación de los niños. En 1685, la casa madre se trasladó a Nevers, razón por la cual el instituto es conocido Hermanas de la Caridad de Nevers.
El instituto recibió la aprobación como congregación religiosa de derecho diocesano el 6 de febrero de 1698, de parte de Edouard Valot, obispo de Nevers. El papa Pío IX elevó el instituto a congregación religiosa de derecho pontificio, mediante decretum laudis del 26 de agosto de 1852.
Entre los personajes ilustres del instituto se encuentra la religiosa Bernadette Soubirous, conocida por haber sido la vidente de la Virgen de Lourdes. Ingresó a la congregación en 1866 y allí trabajó como enfermera hasta su muerte en 1879. Hoy es venerada como santa en la Iglesia católica.

## Organización
La Congregación de Hermanas de la Caridad y de la Instrucción Cristiana es un instituto religioso de derecho pontificio y centralizado, cuyo gobierno es ejercido por una superiora general. Hace parte de la Familia vicenciana y su sede central se encuentra en París (Francia).
Las damas de Nevers viven según el modelo de vida establecido en sus propias constituciones, beben de la espiritualidad y obra de Vicente de Paúl y se dedican a la pastoral social ejercitando diferentes obras de caridad cristiana. En 2017, el instituto contaba con 282 religiosas y 48 comunidades, presentes en Bolivia, Chile, Corea del Sur, Costa de Marfil, Francia, Guinea Ecuatorial, Irlanda, Italia, Japón, Polonia, Reino Unido y Suiza.